# Patosfa
Patosfa is een plaats (község) en gemeente in het Hongaarse comitaat Somogy. Patosfa telt 304 inwoners (2001).